# Gonomyia (Gonomyia) sekiana
Gonomyia (Gonomyia) sekiana is een tweevleugelige uit de familie steltmuggen (Limoniidae). De soort komt voor in het Oriëntaals gebied.